# 1775 Zimmerwald
1775 Zimmerwald (1969 JA) là một tiểu hành tinh vành đai chính được phát hiện ngày 13 tháng 5 năm 1969 bởi P. Wild ở Zimmerwald.